# Toyama (prefektura)
Toyama (japanski: kanji 富山県, romaji: Toyama-ken) je prefektura u današnjem Japanu. 
Nalazi se na zapadnoj obali središnjeg dijela otoka Honshūa, na obali zaljeva Toyame u chihō Chūbuu i Hokurikuu.
Glavni je grad Toyama.
Organizirana je u 2 okruga i 15 općina. ISO kod za ovu pokrajinu je JP-16.
1. veljače 2008. u ovoj je prefekturi živjelo 1,104.239 stanovnika.
Simboli ove prefekture su cvijet tulipana (Tulipa), drvo japanske kriptomerije (cedar tateyama) (Cryptomeria japonica) i ptica bijelka (Lagopus muta) i od morskih organizama riba hamachi (Seriola quinqueradiata), Pasiphaea japonica i lignja Watasenia scintillans.
U ovoj se prefekturi nalaze jedini istočnoazijski ledenjaci koji nisu u Rusiji. Status im je pridan nedavno.